# Erik Fordell

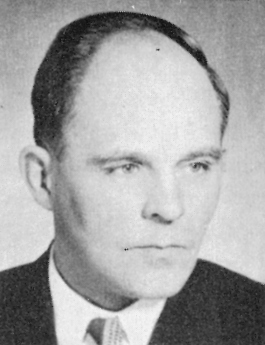
Erik Fordell.

Erik Frithiof Fordell, född 2 juli 1917 i Karleby, död där 21 december 1981, var en finländsk kompositör. 
Efter studier vid Helsingfors kyrkomusikinstitut och Sibelius-Akademin företog Fordell resor bland annat till Wien och Västberlin. Han verkade som yrkesmusiker och som pianolärare vid svenska och finska arbetarinstitut i Karleby. Han komponerade bland annat ett stort antal symfonier, piano- och violinmusik samt sånger. Endast ett fåtal av hans 43 symfonier har tills vidare framförts. Han utgav 1981 memoarerna En musikers minnesbilder.